# Stinchcombe
Stinchcombe é uma  paróquia e aldeia de Stroud, no condado de  Gloucestershire, na Inglaterra. De acordo com o Censo de 2011, tinha 480 habitantes. Tem uma área de 7.79  km².